# Bep Verstoep
Bep Van Kahler (ca. 1939 - Montpellier, 14 juni 2010), beter bekend als Bep Verstoep, was een Belgisch badmintonster met Nederlandse roots.

## Levensloop
Van Kahler werd geboren te Nederland, maar vestigde zich samen met haar echtgenoot Anton Verstoep in de jaren 60 in België.
Ze werd vijfmaal Belgisch kampioene in het enkelspel (1960, 1961, 1963, 1965 en 1966). Daarnaast behaalde ze vier landstitels in de 'dames dubbel' en vijf in de 'gemengd dubbel'. Waarvan in de dames dubbel drie met June Vander Willigen (1961, 1964 en 1965) en met Gerda Moens (1966). In de 'gemengd dubbel' werd ze driemaal Belgisch kampioene aan de zijde van haar echtgenoot (1960-1962) en tweemaal samen met Herman Moens (1965 en 1966).
Ook won ze viermaal de Swiss Open, waarvan eenmaal in het enkelspel (1965), tweemaal in het 'dames dubbel' (met June Vander Willigen in 1964 en 1965) en eenmaal in het 'gemengd dubbel' (met Herman Moens in 1964).